# Schlettereriella rufithorax
Schlettereriella rufithorax är en stekelart som först beskrevs av Szepligeti 1911.  Schlettereriella rufithorax ingår i släktet Schlettereriella och familjen bracksteklar. Inga underarter finns listade i Catalogue of Life.